# Jon Lester
Pour les articles homonymes, voir Lester.
Jonathan Tyler Lester (né le 7 janvier 1984 à Tacoma, Washington, américain) est un lanceur gaucher des Cubs de Chicago de la Ligue majeure de baseball. 
Lester évolue pour les Red Sox de Boston de 2006 à juillet 2014. Il savoure les conquêtes de la Série mondiale 2007, où il lance et remporte le dernier match des Red Sox contre les Rockies du Colorado, et de la Série mondiale 2013. Il réussit un match sans point ni coup sûr en 2008.
Lester et son coéquipier Javier Báez des Cubs de Chicago sont conjointement nommés joueurs par excellence de la Série de championnat 2016 de la Ligue nationale.
Lester est invité au match des étoiles en 2010, 2011, 2014 et 2016. 

## Carrière

### Red Sox de Boston

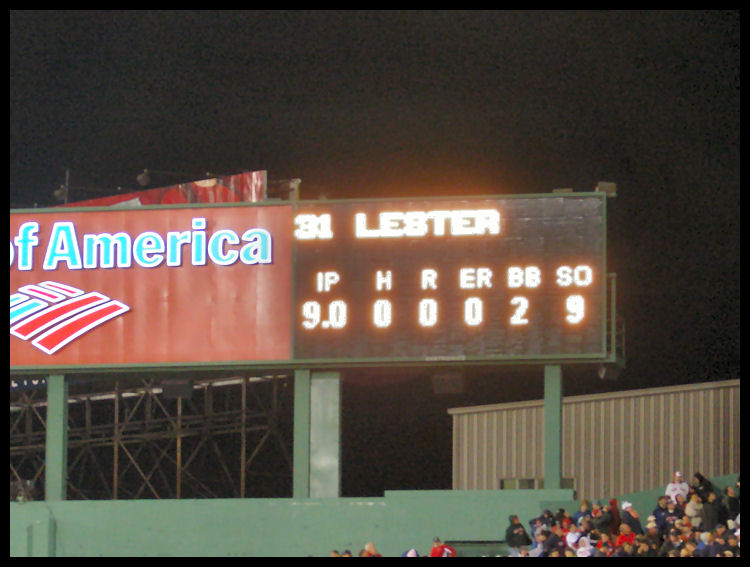
Le tableau indicateur du Fenway Park au terme du match sans point ni coup sûr lancé en 2008 par Jon Lester.

Après des études secondaires au Bellarmine College Preparatory à Tacoma (Washington), Jon Lester est repêché le 4 juin 2002 par les Red Sox de Boston au deuxième tour de sélection (57e choix). Il perçoit un bonus d'un million de dollars à la signature de son premier contrat professionnel le 13 août 2002.
Après quatre saisons en Ligues mineures, il fait ses débuts en Ligue majeure le 10 juin 2006. 

#### Saison 2007
La saison 2007 de Lester ne commence qu'en juillet puisqu'il reçoit avec succès en début d'année des traitements pour un lymphome non-hodgkinien. Lester reçoit en 2007 le prix Tony Conigliaro, remis à une personnalité du baseball ayant surmonté un important obstacle. À son retour sur les terrains, il remporte quatre victoires sans aucune défaite et effectue trois sorties en séries éliminatoires. Les Red Sox l'utilisent comme lanceur de relève en deux occasions dans la Série de championnat de la Ligue américaine contre les Indians de Cleveland. Puis il est choisi lanceur partant du 4e et dernier match de la Série mondiale 2007. Lanceur gagnant de cette rencontre, la victoire sur les Rockies du Colorado font des Red Sox les nouveaux champions du monde. 

#### Saison 2008
Le 19 mai 2008, Jon Lester devient le premier lanceur gaucher des Red Sox depuis 1955 à réussir un match sans point ni coup sûr. C'est le 18e match sans coup sûr réussi dans l'histoire de la franchise.

#### Saison 2009

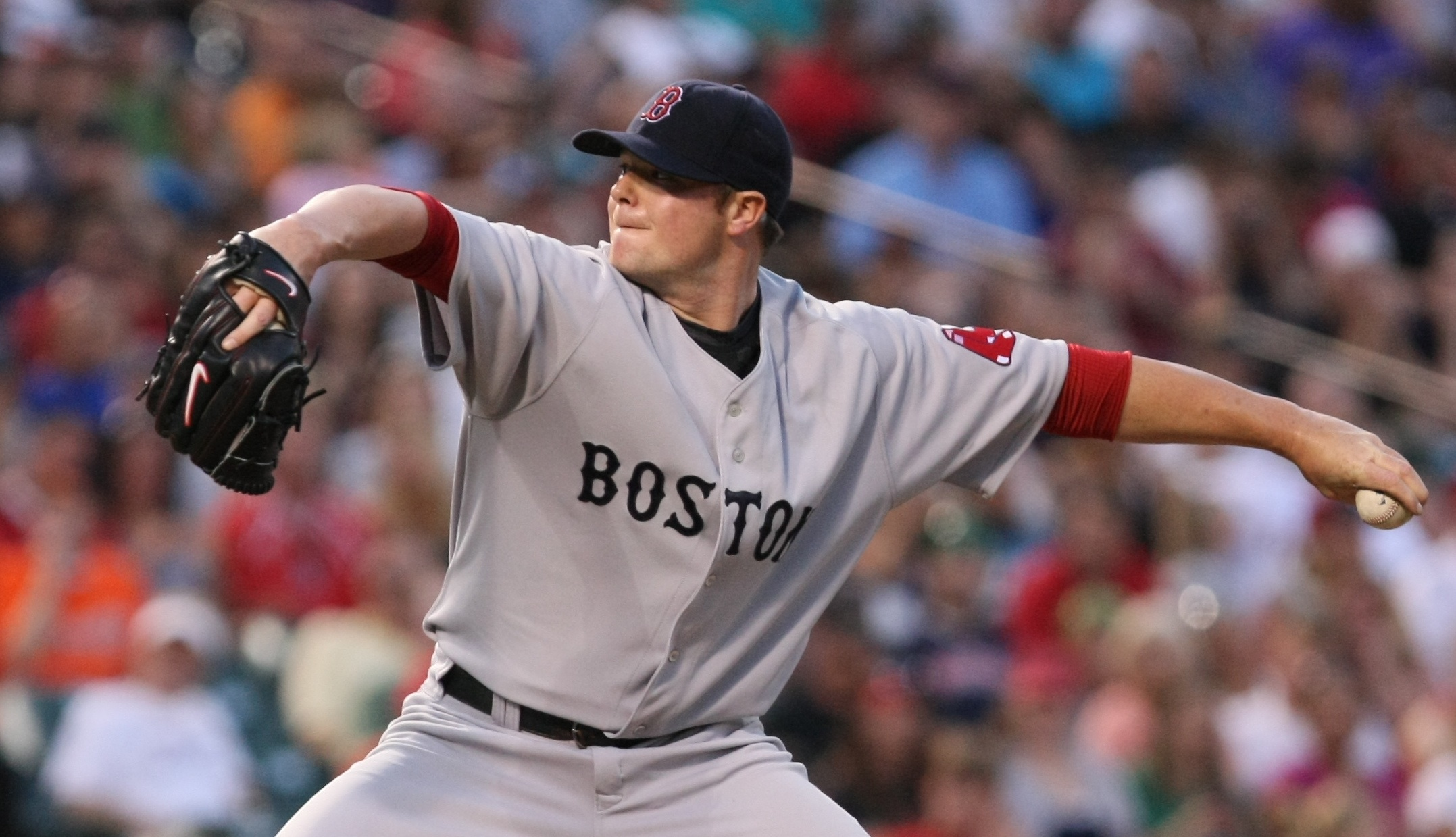
Jon Lester en 2009 avec Boston.

Lester signe une prolongation de contrat de cinq ans chez les Red Sox le 15 mars 2009 pour un montant global de 30 millions de dollars.

#### Saison 2010
En mai 2010, il remporte cinq victoires sans encaisser de défaite, et enregistre 45 retraits sur des prises en 44 manches lancées. On lui décerne le titre de lanceur par excellence du mois de mai dans la Ligue américaine. Il s'agit de la troisième fois où cet honneur lui est remis. Il l'avait également remporté en juillet et septembre 2008. Gagnant de 19 parties contre 9 défaites, Lester termine la saison en 2e place de la Ligue américaine et en 4e place des majeures pour les victoires. Avec 225 retraits sur des prises, il est 3e de l'Américaine et 4e du baseball majeur. Avec en moyenne 9,736 retraits sur des prises par neuf manches lancées, il mène l'Américaine et seul Tim Lincecum de la Ligue nationale fait légèrement mieux. En 32 départs, il lance 208 manches, réussit deux matchs complets et maintient une moyenne de points mérités de 3,25. Invité au match des étoiles de mi-saison pour la première fois de sa carrière, il prend à la fin de l'année le 4e du vote désignant le gagnant du trophée Cy Young du meilleur lanceur de la saison.

#### Saison 2011

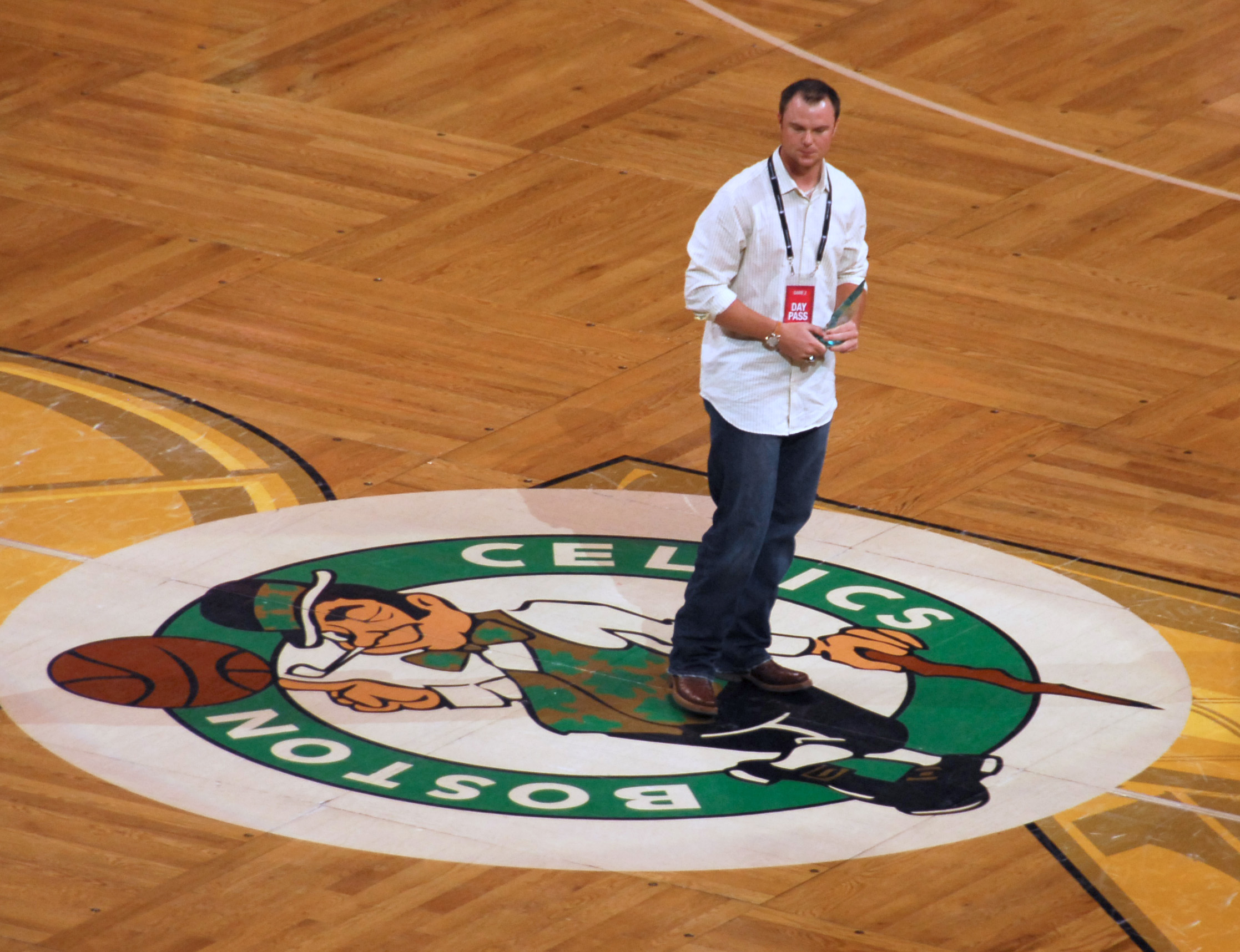
Jon Lester, invité en 2008 à un match de basketball des Celtics au TD Garden de Boston.

Lester est invité au match des étoiles une fois de plus en 2011. Il mène une fois de plus les Red Sox pour les victoires avec 15 gains contre 9 revers. Il maintient sa moyenne de points mérités à 3,47 en 191 manches et deux tiers lancées et réussit 182 retraits sur des prises.

#### Saison 2012
Lester connaît sa saison la plus difficile en 2012 avec 9 victoires, 14 défaites et une moyenne de points mérités de 4,82 en 33 départs. Avec 205 manches et un tiers lancées, il franchit les 200 manches en une saison pour la 4e fois en 5 ans. Malgré ses difficultés, il réussit matchs complets, une première dans sa carrière.

#### Saison 2013
Le 10 mai 2013, Lester lance un match complet d'un seul coup sûr face aux Blue Jays de Toronto. Il perd un match parfait après deux retraits en 6e manche lorsqu'il accorde un coup sûr à Maicer Izturis. Avec 15 gains contre 8 revers, il est le meneur des Red Sox pour les victoires en 2013. Il maintient une moyenne de points mérités de 3,75 en 213 manches et un tiers lancées lors de 33 départs et ajoute 177 retraits sur des prises. Il lance plus de 200 manches en une année pour la 5e fois de sa carrière. Lester savoure la conquête d'un second titre lorsque Boston remporte la Série mondiale 2013 sur Saint-Louis. Il effectue cinq départs dans les séries éliminatoires et gagne 4 matchs contre une défaite. Il se montre excellent tout au cours du parcours des Sox en matchs d'après-saison avec une moyenne de points mérités de 1,56. En Série mondiale, il n'accorde qu'un point mérité pour une moyenne de seulement 0,59 et enregistre 15 retraits sur des prises en 15 manches et un tiers. Il est le lanceur gagnant des matchs 1 et 5 de la série finale, qui se conclut après 6 rencontres.

#### Saison 2014
Le 3 mai 2014, Lester réussit un sommet en carrière de 15 retraits sur des prises dans un match gagné 6-3 par les Red Sox sur les Athletics d'Oakland. Il est invité au match des étoiles 2014, ce qui représente sa 3e sélection en carrière. Il est victime de 2 des 3 points marqués par les étoiles de la Ligue nationale dans ce match remporté 5-3 par les stars de la Ligue américaine.

### Athletics d'Oakland
Lester écoule en 2014 la dernière année de son contrat avec les Red Sox. L'équipe occupant le dernier rang de sa division à l'approche de la date limite des transactions, elle décide de s'en départir. Le 31 juillet 2014, le lanceur gaucher et son coéquipier voltigeur Jonny Gomes passent de Boston aux Athletics d'Oakland en retour du voltigeur étoile Yoenis Céspedes et d'un choix au repêchage amateur de 2015.
Lester est excellent pour Oakland dans le dernier droit de la saison. Malgré 4 défaites, il ajoute 6 victoires et en 11 départs et 76 manches et deux tiers lancées n'accorde qu'une moyenne de 2,35 points mérités à l'adversaire. Il termine la saison avec sa meilleure moyenne de points mérités en 9 ans de carrière : 2,46 en 143 manches lancées et 32 départs au total pour Boston et Oakland. Sa fiche est de 16 victoires contre 11 défaites avec 220 retraits sur des prises, son second plus haut total en carrière et 5 de moins que ses saisons 2009 et 2010 chez les Red Sox. Lester est choisi être le lanceur partant en début de séries éliminatoires : il affronte les Royals de Kansas City dans le match de meilleur deuxième de la Ligue américaine. Avant ce match, Oakland n'avait gagné que 5 matchs sur 7 contre les Royals en saison régulière 2014, chaque fois avec Lester comme lanceur gagnant. Après un bon début de match, il est victime de la remontée en 8e manche des Royals, accorde 6 points mérités en 7 manches et un tiers, mais ne reçoit pas de décision dans la défaite des A's.

### Cubs de Chicago
Le 15 décembre 2014, Lester signe le contrat de 155 millions de dollars pour 6 saisons offert par les Cubs de Chicago.
Le 27 mai 2015, Lester établit un nouveau record du baseball majeur pour le plus grand nombre de présences officielles au bâton sans réussir son premier coup sûr en carrière : il dépasse les 57 présences de Joey Hamilton, un autre lanceur qui n'avait frappé son premier coup sûr que le 9 juin 1995 après avoir amorcé sa carrière le 24 mai 1994. Joueur de la Ligue américaine, où s'applique la règle du frappeur désigné, à ses 9 premières saisons avant de joindre les Cubs, Lester n'avait frappé qu'à 36 reprises en matchs interligues (plus 5 fois en éliminatoires) avant 2015.
Lester réussit 207 retraits sur des prises en 2015, battant l'ancien record d'équipe  pour un lanceur gaucher qui avait été établi par Ken Holtzman avec 202 en 1970.
Lester fait partie de l'équipe des Cubs championne de la Série mondiale 2016.
Le 1er août 2017, contre Patrick Corbin des Diamondbacks de l'Arizona, Lester frappe le premier coup de circuit de sa carrière, sur ce qui n'est que son 16e coup sûr en carrière. Dans le même match, Lester réussit contre Jack Reinheimer le 2 000e retrait sur des prises de sa carrière, devenant le 82e lanceur de l'histoire et le 25e gaucher à atteindre ce nombre.

## Statistiques
| Saison | Équipe         | G   | GS  | CG | SHO | V   | D  | SV | IP     | SO   | ERA  |
| ------ | -------------- | --- | --- | -- | --- | --- | -- | -- | ------ | ---- | ---- |
| 2006   | Boston         | 15  | 15  | 0  | 0   | 7   | 2  | 0  | 81.1   | 60   | 4,76 |
| 2007   | Boston         | 12  | 11  | 0  | 0   | 4   | 0  | 0  | 63.0   | 50   | 4,57 |
| 2008   | Boston         | 33  | 33  | 2  | 2   | 16  | 6  | 0  | 210.1  | 152  | 3,21 |
| 2009   | Boston         | 32  | 32  | 2  | 0   | 15  | 8  | 0  | 203.1  | 225  | 3,41 |
| 2010   | Boston         | 32  | 32  | 2  | 0   | 19  | 9  | 0  | 208.0  | 225  | 3,25 |
| 2011   | Boston         | 31  | 31  | 0  | 0   | 15  | 9  | 0  | 191.2  | 182  | 3,47 |
| 2012   | Boston         | 33  | 33  | 3  | 0   | 9   | 14 | 0  | 205.1  | 166  | 4,82 |
| 2013   | Boston         | 33  | 33  | 1  | 1   | 15  | 8  | 0  | 213.1  | 177  | 3,75 |
| 2014   | Boston Oakland | 32  | 32  | 1  | 1   | 16  | 11 | 0  | 219.2  | 220  | 2,46 |
| 2015   | Chicago Cubs   | 32  | 32  | 1  | 0   | 11  | 12 | 0  | 205.0  | 207  | 3,34 |
| 2016   | Chicago Cubs   | 32  | 32  | 2  | 0   | 19  | 5  | 0  | 202.2  | 197  | 2,44 |
| 2017   | Chicago Cubs   | 32  | 32  | 1  | 0   | 13  | 8  | 0  | 180.2  | 180  | 4,33 |
| 2018   | Chicago Cubs   | 32  | 32  | 0  | 0   | 18  | 6  | 0  | 181.2  | 149  | 3,32 |
| Totaux | Totaux         | 381 | 380 | 15 | 4   | 177 | 98 | 0  | 2366.0 | 2190 | 3,50 |

| Saison | Équipe       | G  | GS | CG | SHO | V | D | SV | IP    | SO  | ERA  |
| ------ | ------------ | -- | -- | -- | --- | - | - | -- | ----- | --- | ---- |
| 2007   | Boston       | 3  | 1  | 0  | 0   | 1 | 0 | 0  | 9.1   | 8   | 1,93 |
| 2008   | Boston       | 4  | 4  | 0  | 0   | 1 | 2 | 0  | 26.2  | 26  | 2,70 |
| 2009   | Boston       | 1  | 1  | 0  | 0   | 0 | 1 | 0  | 6.0   | 5   | 4,50 |
| 2013   | Boston       | 5  | 5  | 0  | 0   | 4 | 1 | 0  | 34.2  | 29  | 1,56 |
| 2014   | Oakland      | 1  | 1  | 0  | 0   | 0 | 0 | 0  | 7.1   | 5   | 7,36 |
| 2015   | Chicago Cubs | 2  | 2  | 0  | 0   | 0 | 2 | 0  | 14.0  | 14  | 4,50 |
| 2016   | Chicago Cubs | 6  | 5  | 0  | 0   | 3 | 1 | 0  | 35.2  | 30  | 2,02 |
| 2017   | Chicago Cubs | 3  | 2  | 0  | 0   | 0 | 0 | 0  | 14.1  | 7   | 1,88 |
| 2018   | Chicago Cubs | 1  | 1  | 0  | 0   | 0 | 0 | 0  | 6.0   | 9   | 1,50 |
| Totaux | Totaux       | 26 | 22 | 0  | 0   | 9 | 7 | 0  | 154.0 | 133 | 2,51 |

Note : G = Matches joués ; GS = Matches comme lanceur partant ; CG = Matches complets ; SHO = Blanchissages ; 
V = Victoires ; D = Défaites ; SV = Sauvetages ; IP = Manches lancées ; SO = Retraits sur des prises ; ERA = Moyenne de points mérités.